# Athrycia scutellata
Athrycia scutellata là một loài ruồi trong họ Tachinidae.